# لوكاس دوس سانتوس روتشا دا سيلفا
لوكاس دوس سانتوس روتشا دا سيلفا (14 يوليو 1991 في البرازيل - ) هو لاعب كرة قدم برازيلي في مركز قلب الدفاع. لعب مع أتليتيكو كلوب دي برتغال وباير 04 ليفركوزن وجمعية بورتوغيزا الرياضية ونادي بوافيشتا ونادي فاساس ونادي كايزرسلاوترن وKaposvári Rákóczi FC ‏.

## وصلات خارجية
- لوكاس دوس سانتوس روتشا دا سيلفا على موقع Soccerway.com (الإنجليزية)
- لوكاس دوس سانتوس روتشا دا سيلفا على موقع عالم كرة القدم.نت (الإنجليزية)
- لوكاس دوس سانتوس روتشا دا سيلفا على موقع AS.com (الإسبانية)